# غيلمار بوبوكا
غيلمار بوبوكا (بالبرتغالية: Gilmar Popoca‏) هو مدرب كرة قدم ولاعب كرة قدم برازيلي في مركز الوسط، ولد في 18 فبراير 1964 في ماناوس في البرازيل. شارك مع منتخب البرازيل تحت 20 سنة لكرة القدم. أما مع النوادي، فقد لعب مع تيبورونيس روخوس دي فيراكروز وكلوب ليون ولوليتيانو وموتو كلوب ونادي بوتافوغو ونادي بوليفار ونادي بونتي بريتا ونادي سامبايو كوريا ونادي سانتوس ونادي ساو باولو ونادي فلامنغو ونادي فيتوريا ونادي كوريتيبا ونادي ماريتيمو.

## وصلات خارجية
- غيلمار بوبوكا على موقع الاتحاد الدولي (مؤرشف)  (الإنجليزية)
- غيلمار بوبوكا على موقع قاعدة بيانات كرة القدم.إي يو (الإنجليزية)
- غيلمار بوبوكا على موقع أوليمبيديا (الإنجليزية)
- غيلمار بوبوكا على موقع اللجنة الأولمبية البرازيلية (البرتغالية)